# 50
| [ Edytuj tabelę ] |                       |
| Król Armenii      | - 42 Mitrydates 51    |
| Cesarz Chin       | - 25 Guangwudi 57     |
| Władca Korei      | - 48 Mobon 53         |
| Król Nabatei      | - 40 Malichus II 70   |
| Papież            | - 33 Piotr Apostoł 67 |
| Król Partów       | - 40 Gotarzes II 51   |
| Cesarz Rzymu      | - 41 Klaudiusz 54     |

Rok 50 / L
stulecia: I wiek p.n.e. ~
I wiek ~
II wiek

lata: 40 «
45 «
46 «
47 «
48 «
49 «
50
» 51
» 52
» 53
» 54
» 55
» 60

## Wydarzenia
- 25 lutego – cesarz rzymski Klaudiusz zaadoptował późniejszego cesarza Nerona, nadał tytuł augusty jego matce Agryppinie Młodszej i nadał status rzymskiej kolonii jej rodzinnemu miastu - dzisiejszej Kolonii.

- Ekspansja terytorialna królestwa Aksum (data sporna lub przybliżona).
- Przybliżona data pojawienia się porcelany w Chinach.
- Hegemonia państwa Kuszanów w północno-zachodnich Indiach (data sporna lub przybliżona).
- Upowszechnienie się szyb w oknach (data sporna lub przybliżona).
- Zastosowanie na szeroką skalę cegły wypalanej w budownictwie (data sporna lub przybliżona).
- Wynalezienie prymitywnej żniwiarki w północno-wschodniej Galii (data sporna lub przybliżona).

## Urodzili się
- Cai Lun, wynalazca papieru (zm. 121)